# Eriodictyon
- Commons

Eriodictyon é um gênero botânico pertencente à família Boraginaceae.

## Espécies
- Eriodictyon altissimum P.V.Wells